# 鏡遊
鏡遊是日本電子遊戲劇本作家、輕小說作家。主要工作為成人遊戲公司minori作品的編劇。

## 作品

### 美少女遊戲
- minori
  - 春天的足音
  - ef - a fairy tale of the two.
  - eden*
  - すぴぱら（日语：すぴぱら）或Supipara
  - 夏空的英仙座
  - 12の月のイヴ（日语：12の月のイヴ）
  - 永不落幕的前奏诗
- Purple software
  - 為了見到明天的你
  - 未來鄉愁
  - 青春フラジャイル（日语：青春フラジャイル）
- 柚子社
  - 天色Islenauts
- Windmill
  - 約束の夏、まほろばの夢（日语：約束の夏、まほろばの夢）

### 輕小說
- MF文庫J
  - （插畫：鶴崎貴大）
  - 劍神的繼承者（插畫：三毛央）
  - Angel Festa！（日语：エンジェル・フェスタ!）（2014年12月25日 / 插畫：川上哲也 )
  - 我的女友是老師（2018年8月25日 / 插畫： おりょう（日语：おりょう） (Oryo) ）
- 富士見Fantasia文庫
  - 我可愛的國家令孃（QP:flapper作畫）

## 外部連結
- http://blog.goo.ne.jp/kgm_you/ （页面存档备份，存于） （日語）
- 鏡遊的X（前Twitter） （日語）